# Oglala Lakota College

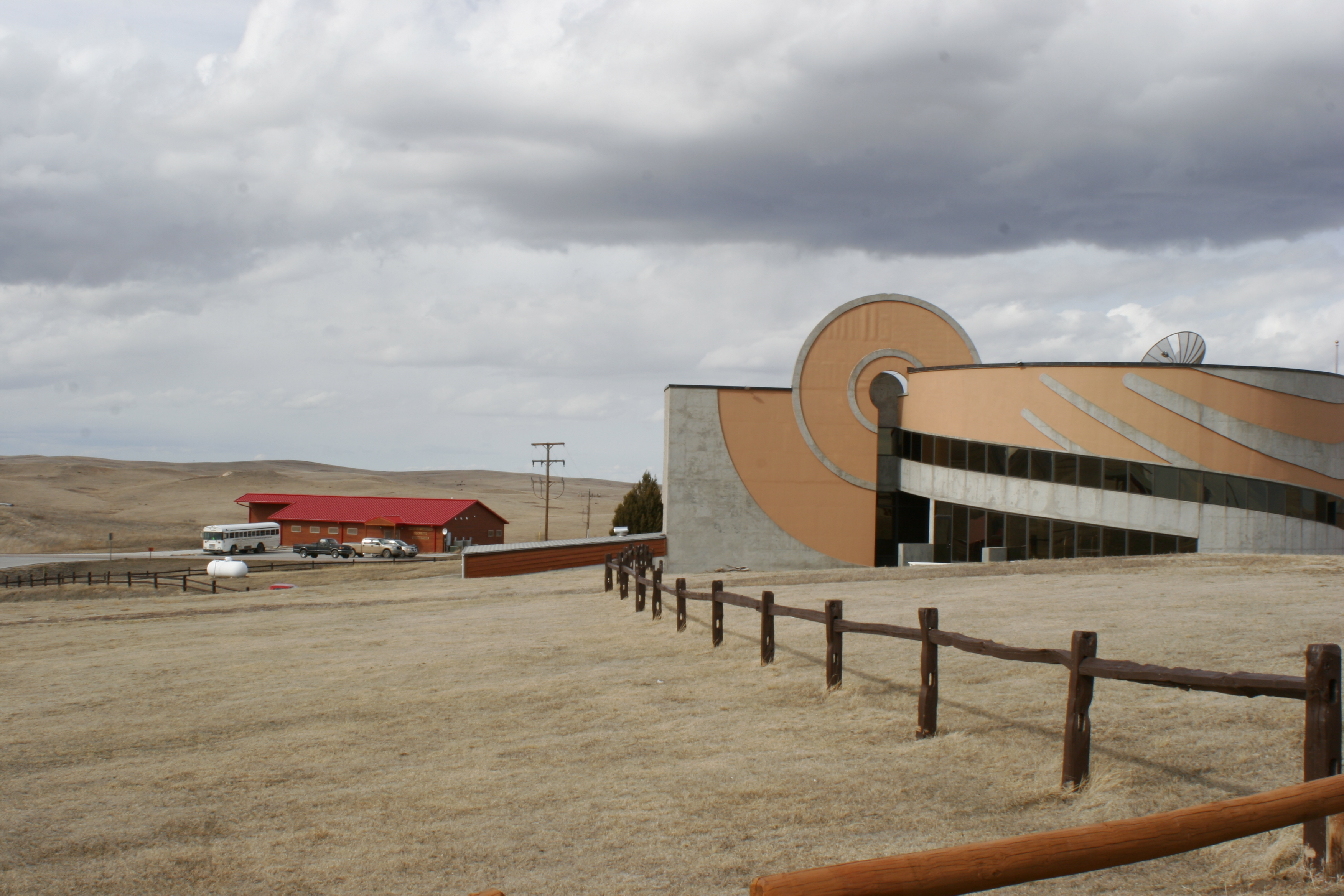
Hoofdzetel bij Kyle

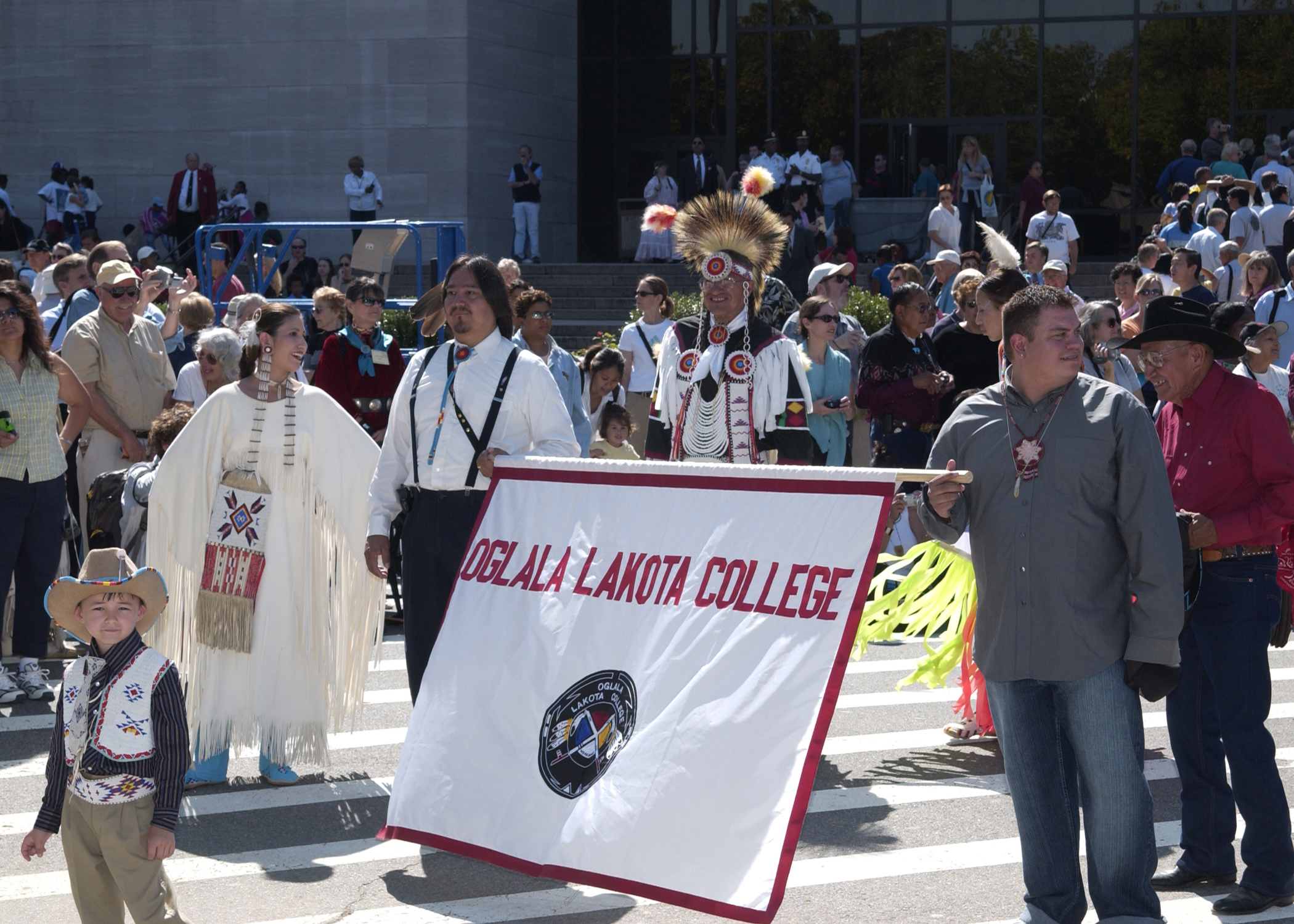
Vertegenwoordigers van de school op de viering van de opening van het National Museum of the American Indian in Washington D.C. in 2004

Oglala Lakota College is een community college ingericht door en voor de Oglála Lakota-indianen die in het Pine Ridge Indian Reservation wonen, in de Amerikaanse staat South Dakota. De school werd in 1971 opgericht door de Oglala Sioux Tribal Council. Er zijn 9 leslocaties in het Pine Ridge-reservaat, waarvan er zes in Oglala Lakota County liggen, twee in Bennett County en een in Jackson County. De administratieve hoofdzetel bevindt zich 8 km ten zuidwesten van Kyle. Daarnaast zijn er twee centra buiten het reservaat: in Rapid City (Pennington County) en in Eagle Butte (Dewey County).
Aan Oglala Lakota College kunnen studenten afstuderen als Master of Arts in Lakota-leiderschap, Bachelor of Arts in 5 studierichtingen, Bachelor of Science in 6 studierichtingen, Bachelor of Social Work, Associate of Arts in 10 studierichtingen en Associate of Applied Science in 6 technische domeinen. Het college telt zo'n 1400 studenten. Daarmee is Oglala Lakota College circa de 10e instelling voor hoger onderwijs en het grootste tribal college in South Dakota.